# A' Katīgoria 1938-1939
La A' Katīgoria 1938-1939 fu la 5ª edizione del massimo campionato di calcio cipriota. Si concluse con l'affermazione finale dell'APOEL, che vinse il quarto titolo della sua storia.

## Stagione

### Novità
Il Trast rinunciò a partecipare, ma fu sostituito dal ritorno di Olympiakos Nicosia ed EPA Larnaca oltre che dal Pezoporikos Larnaca, che aveva partecipato ai primi campionati non ufficiali e che è rinato come gemmazione dai concittadini dell'EPA.

### Formula
Le squadre partecipanti erano sette e non erano previste retrocessioni. Venivano dati due punti per ogni vittoria, uno per ogni pareggio e zero per ogni sconfitta. A seguito di rinunce, non tutte le gare furono disputate, tanto che nessuna squadra ha effettivamente giocato le dodici gare previste.

## Squadre partecipanti
| Club                | Città    | Stadio             | Stagione precedente |
| ------------------- | -------- | ------------------ | ------------------- |
| AEL Limassol        | Limassol | Stadio GSO         | 4º in A' Katīgoria  |
| APOEL               | Nicosia  | Stadio Vecchio GSP | 1º in A' Katīgoria  |
| Arīs Limassol       | Limassol | Stadio GSO         | 5º in A' Katīgoria  |
| EPA Larnaca         | Larnaca  | Stadio Vecchio GSZ | Inattivo            |
| Lefkoşa Türk        | Nicosia  | Stadio Vecchio GSP | 3º in A' Katīgoria  |
| Olympiakos Nicosia  | Nicosia  | Stadio Vecchio GSP | Inattivo            |
| Pezoporikos Larnaca | Larnaca  | Stadio Vecchio GSZ | Inattivo            |

## Classifica finale
|                  | Pos. | Squadra             | Pt | G  | V | N | P | GF | GS | DR  |
| ---------------- | ---- | ------------------- | -- | -- | - | - | - | -- | -- | --- |
| Cipro (bandiera) | 1.   | APOEL               | 20 | 11 | 9 | 2 | 0 | 36 | 11 | +25 |
|                  | 2.   | EPA Larnaca         | 16 | 10 | 8 | 0 | 2 | 31 | 8  | +23 |
|                  | 3.   | AEL Limassol        | 14 | 10 | 6 | 2 | 2 | 51 | 15 | +36 |
|                  | 4.   | Lefkoşa Türk        | 5  | 8  | 2 | 1 | 5 | 11 | 16 | -5  |
|                  | 5.   | Pezoporikos Larnaca | 5  | 8  | 2 | 1 | 5 | 12 | 16 | -4  |
|                  | 6.   | Olympiakos Nicosia  | 4  | 9  | 2 | 0 | 7 | 13 | 42 | -29 |
|                  | 7.   | Arīs Limassol       | 0  | 8  | 0 | 0 | 8 | 9  | 55 | -46 |

### Verdetti
- APOEL campione di Cipro.

## Risultati

### Tabellone
|                     | AEL  | APN  | ARS  | EPA  | OLY  | POL  | LTS  |
| ------------------- | ---- | ---- | ---- | ---- | ---- | ---- | ---- |
| AEL Limassol        | –––– | 2–2  | 24–1 | 1–2  | –    | –    | 4–0  |
| APOEL Nicosia       | 2–2  | –––– | 1–0  | 5–0  | 2–0  | 2–1  | –    |
| Aris Limassol       | 0–4  | 2–4  | –––– | 0–7  | 3–4  | –    | 0–5  |
| EPA Larnaca         | 2–0  | 1–2  | –    | –––– | 6–1  | 3–2  | 2–1  |
| Olympiakos Nicosia  | 3–8  | 1–9  | 4–3  | 0–5  | –––– | 1–2  | 0–1  |
| Pezoporikos Larnaca | 3–5  | 0–1  | 3–0  | 1–3  | –    | –––– | 1–1  |
| Lefkosa Turk        | 0–1  | 3–6  | –    | 0–2  | –    | -    | –––– |